# The Valley of Vanishing Men
The Valley of Vanishing Men é um seriado estadunidense de 1942, gênero western, dirigido porSpencer Gordon Bennet, em 15 capítulos, estrelado por Bill Elliott, Slim Summerville e Carmen Morales. Foi produzido e distribuído pela Columbia Pictures, e veiculou nos cinemas estadunidenses a partir de 17 de dezembro de 1942.
Foi o 20º entre os 57 seriados produzidos pela Columbia Pictures.

## Sinopse
Neste seriado, Wild Bill Tolliver e Missouri Benson são um par de aventureiros que adentram o território do Novo México, em busca do pai de Bill, Henry Tolliver, que desapareceu misteriosamente enquanto procurava ouro. Eles descobrem que um fora-da-lei chamado Jonathan Kincaid é proprietário de uma imensa mina de ouro, em que usa mexicanos capturados que trabalham como escravos na mina. Eles também descobrem que Kincaid está aliado a Carl Engler, um general renegado europeu. Bill e Missouri, então, conhecem Consuelo Ramírez, uma agente mexicana, que informa o fato de o pai de Bill estar entre os prisioneiros da mina. Assim, os heróis entram em conflito com os for a-da-lei, através de lutas, e muita ação.

## Elenco
- Bill Elliott … Wild Bill Tolliver. Bill Elliott estrelou três seriados da Columbia Pictures, e The Valley of Vanishing Men foi seu último seriado cliffhanger. Logo depois de fazê-lo, Elliott assinou com a Republic Pictures.
- Slim Summerville … Missouri Benson
- Carmen Morales … Consuelo Ramírez
- Kenneth MacDonald … Jonathan Kincaid
- Jack Ingram … Butler
- George Chesebro … Taggart
- John Shay … Mullins
- Tom London … Slater
- Arno Frey … Coronel Engler
- Lane Chandler … Major Stacy Roberts
- Roy Barcroft … Deputado Jed "Luke" Lucas
- Rick Anderson … Henry Tolliver
- Ernie Adams  Stubby
- Billy Bletcher … a voz de Jericho
- Helen Gibson ... Helen (não-creditada)

## Produção
Descrevendo a atmosfera do seriado, Cline disse que ele era um "conto sombrio... (com um) clima de medo ameaçador". O personagem Missouri foi adicionado ao elenco, porque teria um personagem de relevo de comédia.

## Capítulos
1. Trouble in Canyon City
2. The Mystery of Ghost Town
3. Danger Walks by night
4. Hillside Horror
5. Guns in the Night
6. The Bottomless Well
7. The Man in the Gold Mask
8. When the Devil Drives
9. The Traitor's Shroud
10. Death Strikes at Seven
11. Satan in the Saddle
12. The Mine of Missing Men
13. Danger on Dome Rock
14. The Door that Has No Key
15. Empire's End

Fonte: